# ミカヨのクレヨン
『ミカヨのクレヨン』は、山内大輔監督の日本映画。『ももいろ絵本　イッてみよう、ヤッてみよう!』のタイトルで2017年5月19日に成人映画館で公開。R15+版作品として再編集し、2018年8月28日より『ミカヨのクレヨン』のタイトルで公開された。

## 概要
山内大輔が監督・脚本を手がけたファンタジック・バイオレンスムービー。幼い頃に誘拐された精神年齢6歳の女性ミカヨがクレヨンで描く絵本を通して、彼女の身に起こった凄惨な事件を描いてゆく。
本作で描かれた涼川絢音演ずるミカヨのキャラクター設定や、スナック、三沢など常連客の設定はその後の山内作品にも細かい設定を変えながら引き継がれている。

## 登場人物
ミカヨ
演 ‐ 涼川絢音
精神年齢6歳の女性。実年齢は24歳、フルネームは佐藤ミカヨ。外の空気は悪いと洗脳されており、外出時はガスマスクを着用。この環境から助け出してくれる王子様の出現を待ち焦がれている。
セツコ
演 ‐ 加山なつこ
シズエの店で働くホステス。
シズエ
演 ‐ ほたる
殺し屋たちの窓口を務める女。表向きは「パブスナック・キャッスル」の経営者。
吉井
演 ‐ 川瀬陽太
殺し屋。劇中指名手配写真によるとフルネームは「吉井智治」。三沢からは「吉井ちゃん」と呼ばれる。粗暴な性格で、出刃包丁を持ち歩く。三沢にやや嫉妬心を抱いている。子供が苦手で、子供だけは殺したことがない。
三沢
演 ‐ 森羅万象
殺し屋。吉井の良き相棒で「ハゲデブ」、「ハゲ親父」と呼ばれる。女性を巡って相棒の吉井から刺されたことで殺し屋家業を一時休業。実はシズエの元旦那であり、タカシの父である。
タカシ
演 ‐ 津田篤
シズエの息子。ミカヨを誘拐し18年間、共に暮らしている。優男だが刃向うものは自分のペットでも容赦なく撲殺する。
小金井
演 ‐ 太三
三沢の代役として吉井と組むことになる新人殺し屋。サラリーマン風だが、15年前に一家5人惨殺事件を起こしている。
レポーターの女
演 ‐ 和田光沙
テレビニュースのレポーター。
和子
演 ‐ 浅場万矢
殺し屋の依頼対象に選ばれた主婦。フルネームは伊藤和子。
白い杖の男
演 ‐ 鎌田一利
サングラス姿で白状を持つ男。

## スタッフ
- 監督・脚本・編集：山内大輔
- 撮影監督：田宮健彦
- 助監督：江尻大
- スチール：本田あきら
- 音楽：Project T&K
- 録音：大塚学
- 効果：AKASAKA音効
- 特殊メイク・造形：土肥良成（はきだめ工房）
- 監督助手：小関裕次郎
- 撮影助手：秋山太郎、鎌田輝恵
- 製作：VOID FILMS
- 提供：オーピー映画